# Jan Amicinus
Jan Amicinus (Przyjaciel) (ur. przed 1470 w Krakowie, zm. 16 października 1526) – rektor Akademii Krakowskiej, sufragan krakowski, tytularny biskup laodycejski (Laodicea in Syria) mianowany w 1503 roku, ordynowany w 1504 roku.

## Życiorys
Pochodził z krakowskiej rodziny mieszczańskiej, był synem Macieja i jego żony Agnieszki. Studiował od 1484 w Akademii Krakowskiej. W 1487 uzyskał stopień bakałarza, a w 1490 magistra nauk wyzwolonych. Następnie podjął studia prawnicze. W 1495 był już profesorem na Wydziale Prawa Akademii Krakowskiej. W 1498 został dziekanem Wydziału Prawa, następnie pięciokrotnie pełnił funkcję rektora w latach 1504–1505, 1516–1517 i w 1526. Od 1510 był wicekanclerzem uczelni. Gromadził i zamieniał liczne beneficja kościelne. Pleban w Minodze (1494), Drogini (1496), Mysłowicach (1502), a następnie w Bolechowicach  (1498–1507). Od roku 1502 pleban pozostającego poza murami miasta Kościoła Św. Mikołaja. Od 1504 roku biskup tytularny Laodycei i biskup sufragan krakowski. Od 1507 kanonik sądecki. Wykonawcą swojego testamentu uczynił brata Jana i Mikołaja z Koprzywincy ufundował altarie w kościele św. Anny a część księgozbioru zapisał Kolegium Prawniczemu. Pochowany został 21 października 1526 prawdopodobnie w Kościele św. Mikołaja w Krakowie.